# Rayleigh (Essex)
Rayleigh is een civil parish in het bestuurlijke gebied Rochford, in het Engelse graafschap Essex. De plaats telt 32.150 inwoners.